# Frankenthal (Neunburg vorm Wald)
Frankenthal ist ein Ortsteil der Stadt  Neunburg vorm Wald im Landkreis Schwandorf in Bayern.

## Geographie
Frankenthal liegt circa sieben Kilometer östlich von Neunburg vorm Wald im Durchbruchstal der Schwarzach, einer engen Schlucht, die sich an die Eixendorftalsperre anschließt.
Die Schwarzach durchbricht hier den Granitriegel, der das tertiäre Becken um Rötz von der Neunburger Talmulde trennt.

## Geschichte
Der Gastwirt und Bierbrauereibesitzer Michael Frank von Neunburg erbaute 1878 das Schleifwerk und 1881 auf der Höhe im Wald Richtung Nefling eine Marienkapelle.
Am 23. März 1913 war Frankenthal Teil der Pfarrei Neunburg vorm Wald, bestand aus drei Häusern und zählte 68 Einwohner.
1964 gehörte Frankenthal zusammen mit Eixendorf, Fürstenhof, Nefling und Stockarn zur Gemeinde Eixendorf und wurde mit dieser im Zuge der Gebietsreform 1974 in die Stadt Neunburg vorm Wald eingemeindet.
Am 31. Dezember 1990 hatte Frankenthal drei Einwohner und gehörte zur Pfarrei Neunburg vorm Wald.

## Kultur und Sehenswürdigkeiten

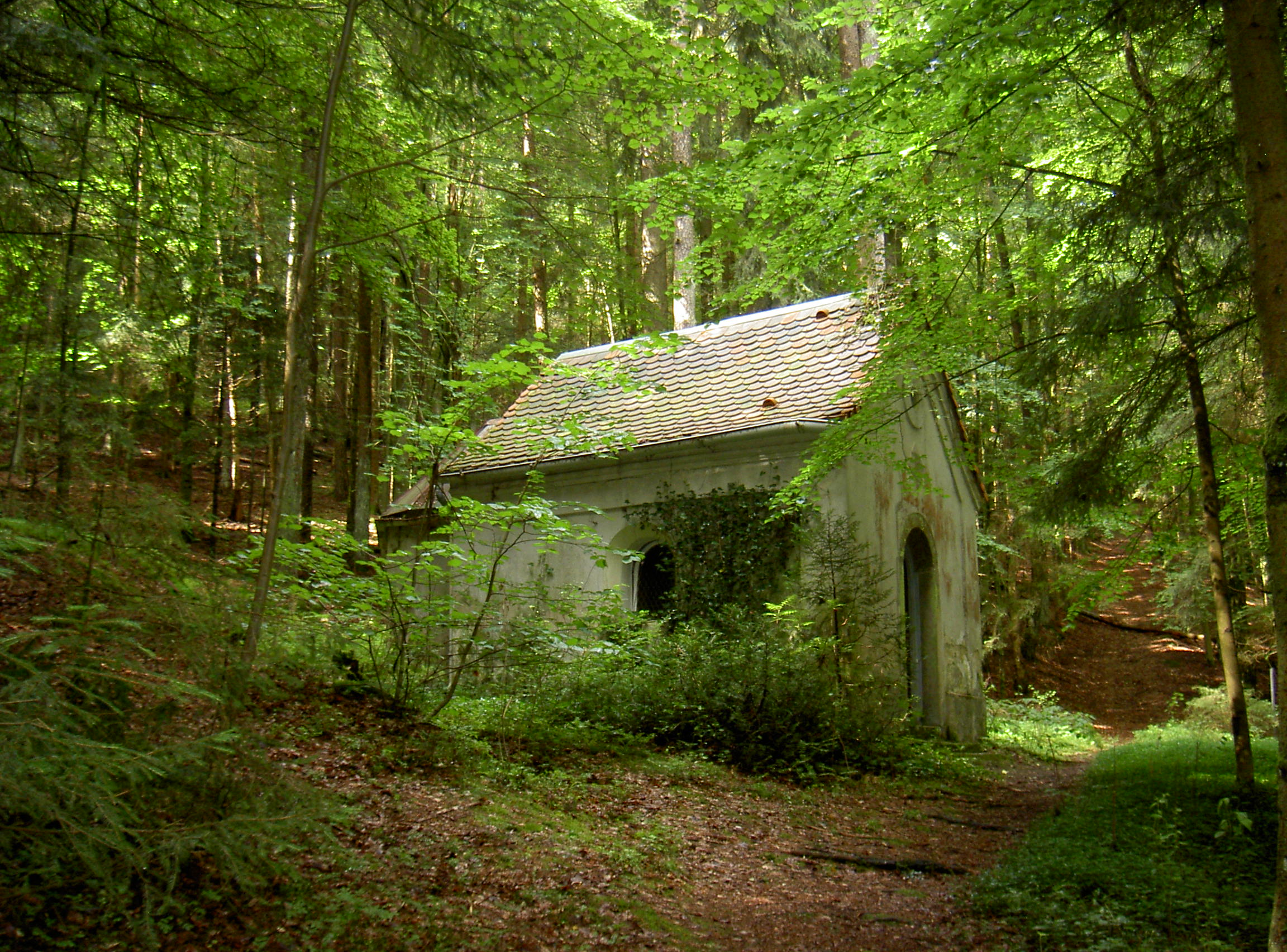
Waldkapelle Frankenthal (2016)

Das Fabrikgebäude der alten Glasschleife in Frankenthal ist architekturhistorisch sehr bedeutend. Oberhalb von Frankenthal befindet sich eine 1881 erbaute Waldkapelle.
Siehe auch: Liste der Baudenkmäler in Neunburg vorm Wald, Abschnitt Frankenthal

## Tourismus
An Frankenthal führt auf der Trasse der ehemaligen Bahnstrecke Bodenwöhr–Rötz der Schwarzachtal-Radweg (Sz) vorbei. Diese wichtige Hauptroute im Bayernnetz für Radler verbindet Tschechien mit Schwarzenfeld und dem Naabtalradweg (Na).